# Madagaskarkiekendief
De madagaskarkiekendief (Circus macrosceles) is een vogel uit de familie van havikachtigen (Accipitridae). Het is een kwetsbare, endemische vogelsoort  op Madagaskar en de Comoren.

## Kenmerken
De vogel is gemiddeld 59 cm lang en is een vrij grote soort kiekendief. Het mannetje is bijna zwart op de rug en slagpennen, wat grijzer op de kop en op de armpennen van de vleugel, in het grijze gedeelte, bevinden zich verticale donkere strepen. De stuit is witachtig, ook bij het vrouwtje. Het vrouwtje is verder meer bruin, ook met bruine verticale streping op de kop, hals en boven de borst.

## Verspreiding en leefgebied
Deze soort komt voor in lage dichtheden in het westen van Madagaskar en op de Comoren, maar niet meer op het eiland Mayotte. Op Madagaskar is het leefgebied vooral drasland en de vegetatie rondom draslanden en rijstvelden, en ook wel open savanne. Op de Comoren is het leefgebied meestal droger, zoals savanne met wat bos.

## Status
De grootte van de populatie werd in 2016 door BirdLife International geschat op 100 tot 250 volwassen individuen en de populatie-aantallen nemen af. Het leefgebied wordt aangetast door het in brand steken van stukken uit het leefgebied waarbij moeras wordt omgezet in gebied dat geschikt is voor beweiding. Om deze redenen staat deze soort als bedreigd op de Rode Lijst van de IUCN.